# Nintendobiblioteket
Nintendobiblioteket var en serie svenskspråkiga spelguider, som hade en planerad utgivningsfrekvens av fyra nummer per år, utgivna av förlaget Atlantic. Spelguiderna var producerade i samarbete med Tokuma Shoten Publishing Co., Ltd och Nintendo of America, Inc. och gavs ut 1991–1994. Nintendobiblioteket trycktes antingen i Ungern eller i Finland. Totalt utkom fem nummer av Nintendobiblioteket:
1. Nintendobiblioteket 1: Super Mario Bros. 3 (1991)
2. Nintendobiblioteket 2: Super Mario World (1993)
3. Nintendobiblioteket 3: NES-spelatlas (1993)
4. Nintendobiblioteket 4: The Legend of Zelda: A Link to the Past (1993)
5. Nintendobiblioteket 5: Super NES-spelatlas (1994)